# Metaptya
Metaptya is een geslacht van vlinders van de familie visstaartjes (Nolidae), uit de onderfamilie Chloephorinae.

## Soorten
- M. endoplaga Hampson, 1907
- M. lucida Hampson, 1905
- M. sericea Hampson, 1896